# Olivier Pont
Pour les articles homonymes, voir Pont (homonymie).
Olivier Pont né le 18 juin 1969  au Blanc-Mesnil (Seine-Saint-Denis), est un dessinateur et scénariste de bandes dessinées, scénariste et réalisateur de courts-métrages.

## Biographie
Georges Abolin et Olivier Pont sont amis d'enfance ayant suivi la même trajectoire : ils ont fréquenté l'École des Gobelins puis débutent dans le dessin animé à Londres pour les studios Amblimation et deviennent animateurs avec Fievel au Far West. Ils lancent ensemble leur première bande dessinée, Kucek (Vents d'Ouest), pour laquelle ils écrivent le scénario ensemble, le dessin et les couleurs étant assurés par Olivier Pont, dont les trois tomes paraissent entre 1993 et 1996. Lorsque la série est rééditée en 1998, Olivier Maltret de Bodoï salue une œuvre drôle et « bien dessinée ».
Olivier Pont et Georges Abolin écrivent ensuite, toujours ensemble, Totale Maîtrise, une série de bande dessinée humoristique portant sur les sports de glisse, dont le dessin est cette fois assuré par Georges Abolin, dont le premier tome paraît en 2001. La série connaît un deuxième tome tiré à 10 000 exemplaires. Le troisième album reçoit un accueil mitigé sur BD Gest. La série compte en 2011 cinq tomes, publiés par Vents d'Ouest. 
Estimant que le format 46 pages ne permettait pas de développer convenablement une intrigue, Olivier Pont et Georges Abolin se lancent dans la réalisation d'un long récit en 190 pages qu'ils mettront six ans à réaliser, choisissant « une pagination plus grande pour pouvoir avoir des pages où il ne se passe pas grand-chose, pour ne pas à avoir à trop condenser l'intrigue », publié tout d'abord en deux tomes en 2004, puis sous forme d'intégrale en 2005, Où le regard ne porte pas.... L'accueil critique est favorable et l'ouvrage obtient le premier Grand prix RTL de la bande dessinée ainsi que le Prix Saint-Michel du meilleur album francophone. 
Dans les années 2000, Olivier Pont décide de laisser temporairement de côté la bande dessinée, déclarant ne plus avoir envie de dessiner ni de refaire ce qu'il a déjà fait pour profiter de son succès. Il se tourne vers le cinéma et le court-métrage avec sa compagne Elizabeth Marre. Ils sont co-réalisateurs des épisodes 5 à 8 de la première saison de la série télévisée Ainsi soient-ils, diffusée en 2012. Sur cette période, il continue à écrire avec Georges Abolin les scénarios de Totale Maîtrise.
Après dix années consacrées au court-métrage, à la télévision et à la publicité, Olivier Pont fait son retour à la bande dessinée avec deux albums dont il réalise seul scénario et dessin, qui rencontrent tous deux un très grand succès critique, DesSeins en 2015,,, qui brosse sept portraits de femmes, puis Bouts d'ficelles en 2018,,, où un homme se trouve embarqué dans des aventures extravagantes au cours d'une nuit pas comme les autres.
En 2019, il commence une nouvelle série sur scénario de Régis Loisel, dont les cadrages cinématographiques avaient marqué un grand virage dans sa découverte de la bande dessinée, Un putain de salopard, contant les aventures d'un homme qui part dans la jungle brésilienne à la recherche de son père ,.

## Publications

### Séries

#### Kucek
(dessin, scénario et couleurs), avec Georges Abolin (scénario), Vents d'Ouest, collection Grain de sable
série terminée
Les aventures humoristiques, dans les mers d'Arabie, du Capitaine Kucek, un pirate malchanceux qui rate tout ce qu'il entreprend…
1. Princesse Salima

- édition  originale : 46 pages, grand format, 1993  (ISBN 2-86967-207-1)
- réédition : 46 pages, format normal, couverture et 4è plat différents, 1998  (ISBN 2-86967-751-0)

2. Kanchak le fourbe
- édition  originale : 46 pages, grand format, 1993  (ISBN 2-86967-306-X)
- réédition : 46 pages, format normal, couverture et 4è plat différents, 1998  (ISBN 2-86967-752-9)

3. L'Élu
- édition  originale : 46 pages, grand format, 1996  (ISBN 2-86967-477-5)
- réédition : 46 pages, format normal, couverture et 4è plat différents, 1998  (ISBN 2-86967-753-7)

#### Totale maîtrise
(scénario), avec Georges Abolin (scénario, dessin et couleurs du tome 5) et Bruno Garcia (couleurs des tomes 1 à 4), Vents d'Ouest
série terminée
Une série de gags sur l'univers de la glisse (ski, surf…)
1. Totale maîtrise

- édition originale : 44 pages, 2001  (ISBN 2-86967-941-6)
- réédition : 44 pages, 2011  (ISBN 978-2-86967-941-2)

2. Avalanche riders, 2001
- édition originale : 44 pages, 2004  (ISBN 2-7493-3013-0)
- réédition : 44 pages, 2010  (ISBN 978-2-7493-0113-6)

3. Hawaiian style, 44 pages, 2006  (ISBN 2-7493-0221-8)
4. Peuf Daddy, 44 pages, 2007  (ISBN 978-2-7493-0392-5)
5. Australia Baby !!!, 44 pages, 2011  (ISBN 978-2-7493-0502-8)

#### Un putain de salopard
scénario de Régis Loisel, couleurs de François Lapierre, Rue de Sèvres

La mère de Max n'a jamais voulu lui dire qui était son père. Après le décès de celle-ci, Max retrouve deux photos d’elle et lui enfant quand ils vivaient au Brésil, avec, sur chacune d’elles, un homme différent. Max part à la recherche de ses origines, dans une jungle brésilienne en proie à la violence et à la prostitution, accompagné dans son périple par deux infirmières française et une jeune brésilienne qui leur servira de guide…
1. Isabel, 88 pages, 2019  (ISBN 978-2-369-81672-0)
2. O Maneta, 80 pages, 2020  (ISBN 978-2-810-20233-1)
3. Guajeraï, 74 pages, 2022  (ISBN 9782810202478)
4. Le rituel, 88 pages, 2024  (ISBN 9782810206155)

### One shot et diptyque

#### Arthur et les pirates
(dessin et scénario), avec Arthur (scénario) et Le Prince (couleurs), 44 pages, Vents d'Ouest, 1993  (ISBN 2-86967-279-9)
Une bande dessinée sur l'univers de l'émission de radio quotidienne animée par Arthur sur Europe 1, Arthur et les Pirates…

#### La Honte
(dessin), avec Jim (scénario) et Le Prince (couleurs), Vents d'Ouest
Une série de gags sur ces petits (ou grands) moments de gène et de honte…
- La Honte - Ces p'tits riens qui nous pourrissent la vie, 46 pages, Vents d'Ouest, 1997  (ISBN 2-86967-566-6)
- La Honte 2 - Ces p'tits trucs qui nous plombent une réputation, 45 pages, Vents d'Ouest, 2003  (ISBN 2-7493-0094-0)

#### Où le regard ne porte pas...
(dessin et scénario), avec Georges Abolin (scénario) et Jean-Jacques Chagnaud (couleurs), Dargaud, collection Long Courrier

parution en deux tomes en 2004 puis en édition intégrale en 2005

Cette série raconte l'histoire de trois enfants en Italie au début du xxe siècle. Un jour de 1906 débarque à Barellito, Italie, une famille venant de Londres. Le chef de famille, homme bon et généreux, a la naïveté de croire que les habitants durs et fermés de ce petit village accueilleront positivement ses progrès technologiques (un bateau de pêche à moteur) et ses projets grandioses de pêche industrielle. Il en ira autrement. Le petit William, heureux d'arriver dans ce pays ensoleillé et encore sauvage, tombe vite sous le charme de la région et surtout de la belle petite voisine Lisa qui l'accueille avec plaisir et l'intègre dans sa petite bande de copains : Nino et Paolo. Il découvre avec intérêt que Lisa semble posséder d'étranges pouvoirs…
1. tome 1, 96 pages, grand format, 2004  (ISBN 2-205-05092-3)
2. tome 2, 96 pages, grand format, 2004  (ISBN 2-205-05098-2)

INT., 190 pages, grand format, 2005  (ISBN 2-205-05790-1)

#### DesSeins
(scénario et dessin), avec Laurence Croix (couleurs), 95 pages Dargaud, 2015  (ISBN 978-2-205-07497-0)
Sept histoires courtes, sept portraits de femmes…

#### Bouts d'ficelles
(scénario et dessin), avec Laurence Croix (couleurs), 124 pages, Dargaud, 2018  (ISBN 978-2-205-07394-2)
Parce qu'il a voulu être serviable, Thibault va vivre une nuit transformée en véritable jeu de piste, peuplé de personnages loufoques ou inquiétants, avec retournements de situations improbables…

### Ouvrages collectifs
- La Galerie des gaffes - 60 auteurs rendent hommage à Gaston Lagaffe, Dupuis, 2017  (ISBN 978-2-8001-7068-8)

## Filmographie
Réalisateur
- 2012 : Ainsi soient-ils (avec Elizabeth Marre, série télévisée)
- 2009 : The Oscar Nominated Short Films 2009: Live Action (segment)
- 2008 : Exquisite Corpse (coréalisateur, court métrage)
- 2007 : Manon sur le bitume (avec Elizabeth Marre, court métrage)
- 2005 : La petite flamme (avec Elizabeth Marre, court métrage)

Scénariste
- 2009 : The Oscar Nominated Short Films 2009: Live Action
- 2007 : Manon sur le bitume (avec Elizabeth Marre, court métrage)
- 2005 : La petite flamme (avec Elizabeth Marre, court métrage)

Département Animation
- 1993 : Les Quatre Dinosaures et le Cirque magique  (film d’animation) (chargé d'animation)
- 1991 : Fievel au Far West (film d’animation) (animateur additionnel)

Caméra et Département Électrique
- 2005 : La Moustache d’Emmanuel Carrère (opérateur assistant vidéo)

## Prix et récompenses
- 2004 : 
  - Grand prix RTL de la bande dessinée, avec Georges Abolin, pour Où le regard ne porte pas...
  - Prix Saint-Michel 2004 du meilleur album francophone.